# پلزنت ویو (کنتاکی)
پلزنت ویو (به انگلیسی: Pleasant View) یک منطقهٔ مسکونی در ایالات متحده آمریکا است که در شهرستان ویتلی، کنتاکی واقع شده‌است. پلزنت ویو ۳۰۳٫۸۹ متر بالاتر از سطح دریا واقع شده‌است.